# Günter Bertram (Mathematiker)

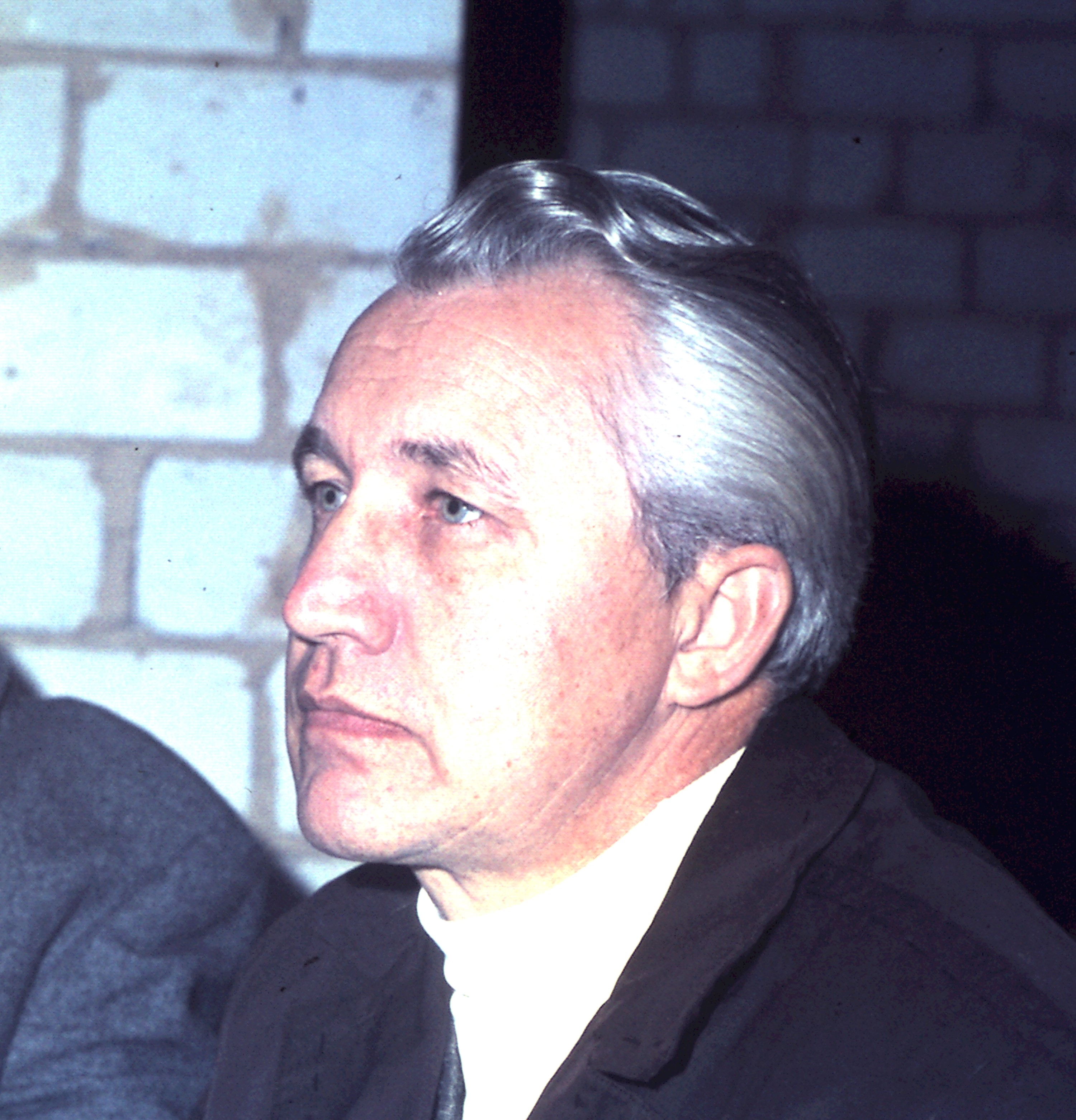
Günter Bertram (1971)

Günter Bertram (* 28. April 1920 in Hameln; † 3. Mai 2001 ebenda) war ein deutscher Mathematiker, der vor allem auf dem Gebiet der Angewandten Mathematik arbeitete.

## Leben und Wirken
Das Abitur legte Bertram 1939 am Schiller-Gymnasium in Hameln ab und studierte in den Kriegsjahren bis zum Vorexamen Elektrotechnik im Schiffbau an der Technischen Hochschule Danzig. Ab 1945 studierte er an der Technischen Hochschule Hannover Mathematik, Physik und Geographie für das Lehramt an höheren Schulen und bestand 1948 das Staatsexamen.
Anschließend war Bertram in Hannover Assistent am Lehrstuhl für Höhere Mathematik; daneben arbeitete er für die gerade gegründete Medizinal-statistische Arbeitsgemeinschaft als mathematischer Berater. Bei Lothar Collatz promovierte er 1950 mit der Arbeit Zur Fehlerabschätzung für das Ritzsche Verfahren bei Eigenwertproblemen an der TH Hannover; dort erlangte er 1953 auch die Habilitation und wurde zum Privatdozenten ernannt.
Es folgten Gastvorlesungen an der Universität Jena und ein Lehrauftrag an der Technischen Universität Braunschweig, ab 1955 eine Dozentur an der Universität Hamburg und 1959 eine Vertretungsprofessur an der TH Hannover; dort wurde er 1960 als Professor für Praktische Mathematik und Darstellende Geometrie und Direktor des gleichnamigen Instituts berufen.
Von 1963 bis 1974 war Bertram außerdem Direktor des Rechenzentrums der TH Hannover. Als solcher setzte er sich unter anderem für die Rechnerunterstützung der Arbeit Heinrich Heeschs am Vier-Farben-Problem ein.
Früh engagierte sich Bertram für den Aufbau der Informatik in Deutschland. Er war 1969 Gründungsmitglied der Gesellschaft für Informatik (GI). Ab 1972 war er Mitglied des Sachverständigenkreises zur Etablierung des Studienfachs Informatik in der damaligen Bundesrepublik, dem unter Vorsitz von Gerhard Goos unter anderem Bodo Schlender, Sigram Schindler, Wilfried Brauer, Friedrich L. Bauer und einige Industrievertreter angehörten.
Als akademischer Lehrer verstand Bertram es, trockenen Stoff aufzulockern; manche seiner „Mottos“ (Zitate von berühmten Persönlichkeiten), die er in seinen Vorlesungen den einzelnen Kapiteln voranzustellen pflegte, sind aufbewahrt.
In den Jahren 1975 und 1980 nahm Bertram Gastvorlesungen in Brasilien an der Päpstlichen Katholischen Universität von Rio de Janeiro wahr. Nach seiner Emeritierung im Jahr 1988 lebte er in Hameln. Dort verstarb er am 3. Mai 2001.

## Mathematische Arbeiten
Seit seiner Promotion interessierte sich Bertram für die Anwendung mathematischer Methoden, etwa bei physikalisch-technischen Problemen. Besonders beschäftigte er sich mit numerischen Verfahren bei der Suche nach Lösungen, in denen Fehlerabschätzungen eine zentrale Rolle spielten und die 1953 auch Thema seiner Habilitationsschrift waren.
In den folgenden Jahren veröffentlichte er eine Reihe von Artikeln in Fachzeitschriften (siehe MathSciNet).
Ab 1966 war Bertram Mitherausgeber zweier Bände des 1958 von Heinrich Behnke initiierten fünfbändigen Werkes „Grundzüge der Mathematik“, das einen Überblick über die moderne Mathematik gab. Die ursprüngliche Zielgruppe Lehrender an Gymnasien wurde mit diesen Bänden auf Mathematiker in Industrie und Wirtschaft ausgeweitet.

## Schriften
- Günter Bertram: Fehlerabschätzung für die zweite Randwertaufgabe der ebenen Potentialtheorie. Zeitschrift für Angewandte Mathematik und Mechanik. Bd. 36, 1956, S. 1–35.
- Günter Bertram: Fehlerabschätzung für das Ritz-Galerkinsche Verfahren bei Eigenwertproblemen. Zeitschrift für Angewandte Mathematik und Mechanik. Bd. 37, 1957, S. 191–201.
- Günter Bertram: Fehlerabschätzung für das Ritz-Galerkinsche Verfahren bei Eigenwertproblemen. Zeitschrift für Angewandte Mathematik und Mechanik. Bd. 39, 1959, S. 236–246 (Auswertung und Verbesserung der Ergebnisse vorgenannter Schrift und numerische Beispiele).
- Günter Bertram: Eine Fehlerabschätzung für gewisse selbstadjungierte, gewöhnliche Randwertaufgaben. Numerische Mathematik. Bd. 1, 1959, S. 181–185.
- Günter Bertram: Verschärfung einer Fehlerabschätzung zum Ritz-Galerkinschen Verfahren von KRYLOW für Randwertaufgaben. Numerische Mathematik. Bd. 1, 1959, S. 135–141 und Berichtigung hierzu Bd. 2, 1960, S. 54.
- Günter Bertram: Beziehungen zwischen Defektabschätzungen und "Linear programming" bei linearen Gleichungssystemen. Zeitschrift für Angewandte Mathematik und Mechanik. Bd. 40, 1960, S. 373.
- Günter Bertram: Leibniz und das Prinzip der stationären Wirkung. Theoria cum praxi: on the relationship of theory and praxis in the seventeenth and eighteenth centuries, Bd. IV (Hannover 1977), S. 158–166, Studia Leibnitiana Suppl., XXII, Steiner, Wiesbaden 1982.
- Heinrich Behnke, Günter Bertram, Robert Sauer (Hrsg.): Grundzüge der Mathematik, Band IV: Praktische Methoden und Anwendungen der Mathematik (Geometrie und Statistik). Vandenhoeck und Ruprecht, Göttingen 1966.
- Heinrich Behnke, Günter Bertram u. a. (Hrsg.):  Grundzüge der Mathematik, Band V: Praktische Methoden und Anwendungen der Mathematik (Rechenanlagen, Algebra und Analysis). Vandenhoeck und Ruprecht, Göttingen 1968.